# Ла-Сутеррен
Ла-Сутерре́н (фр. La Souterraine, окс. La Sotarrana) — коммуна во Франции, находится в регионе Лимузен. Департамент коммуны — Крёз. Входит в состав кантона Ла-Сутеррен. Округ коммуны — Гере.
Код INSEE коммуны — 23176.

## Население
Население коммуны на 2010 год составляло 5522 человека.
| 1962 | 1968 | 1975 | 1982 | 1990 | 1999 | 2010 |
| ---- | ---- | ---- | ---- | ---- | ---- | ---- |
| 4718 | 5104 | 5302 | 5690 | 5459 | 5327 | 5522 |

## Экономика
В 2010 году среди 3309 человек трудоспособного возраста (15—64 лет) 2167 были экономически активными, 1142 — неактивными (показатель активности — 65,5 %, в 1999 году было 67,7 %). Из 2167 активных жителей работали 1817 человек (950 мужчин и 867 женщин), безработных было 350 (179 мужчин и 171 женщина). Среди 1142 неактивных 388 человек были учениками или студентами, 374 — пенсионерами, 380 были неактивными по другим причинам.